# میرزا داوود خان علی‌آبادی
میرزا داوودخان علی‌آبادی  از سیاستمداران ایرانی بود، که در دوره دوم بعنوان نماینده تهران در مجلس شورای ملی حضور داشت.